# Limey-Remenauville
Limey-Remenauville ist eine französische Gemeinde mit 312 Einwohnern (Stand: 1. Januar 2022) im Département Meurthe-et-Moselle in der Region Grand Est (bis 2015 Lothringen). Die Gemeinde gehört zum Arrondissement Toul und zum Kanton Le Nord-Toulois. 

## Geografie
Limey-Remenauville liegt etwa 28 Kilometer südsüdöstlich von Metz im Regionalen Naturpark Lothringen. Umgeben wird Limey-Remenauville von den Nachbargemeinden Euvezin im Nordwesten und Norden, Viéville-en-Haye im Norden und Nordosten, Thiaucourt-Regniéville im Nordosten und Osten, Fey-en-Haye im Osten, Mamey im Südosten, Lironville im Süden, Noviant-aux-Prés im Süden und Südwesten sowie Flirey im Westen.

## Bevölkerungsentwicklung
| Jahr                       | 1962 | 1968 | 1975 | 1982 | 1990 | 1999 | 2006 | 2019 |
| Einwohner                  | 165  | 157  | 132  | 165  | 192  | 209  | 201  | 298  |
| Quellen: Cassini und INSEE |      |      |      |      |      |      |      |      |

## Sehenswürdigkeiten
- Kirche Nativité-de-la-Vierge in Limey aus dem 13. Jahrhundert, An- und Umbauten aus dem 18. Jahrhundert, seit 1920 Monument historique
- Kapelle Le Souvenir in Remenauville, nach der Zerstörung der früheren Kirche als Ersatz (um 1918) errichtet

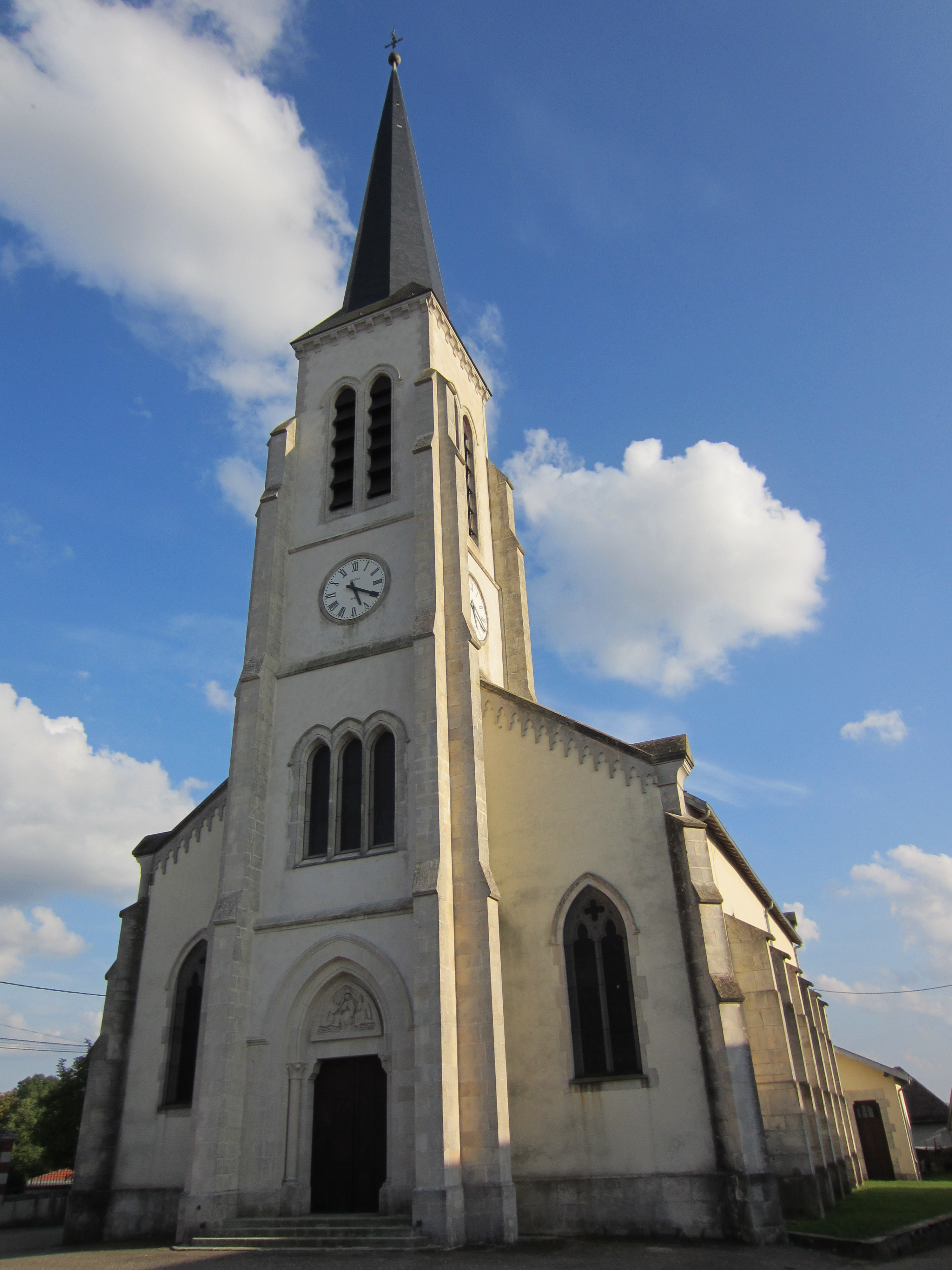
Kirche Nativité-de-la-Vierge
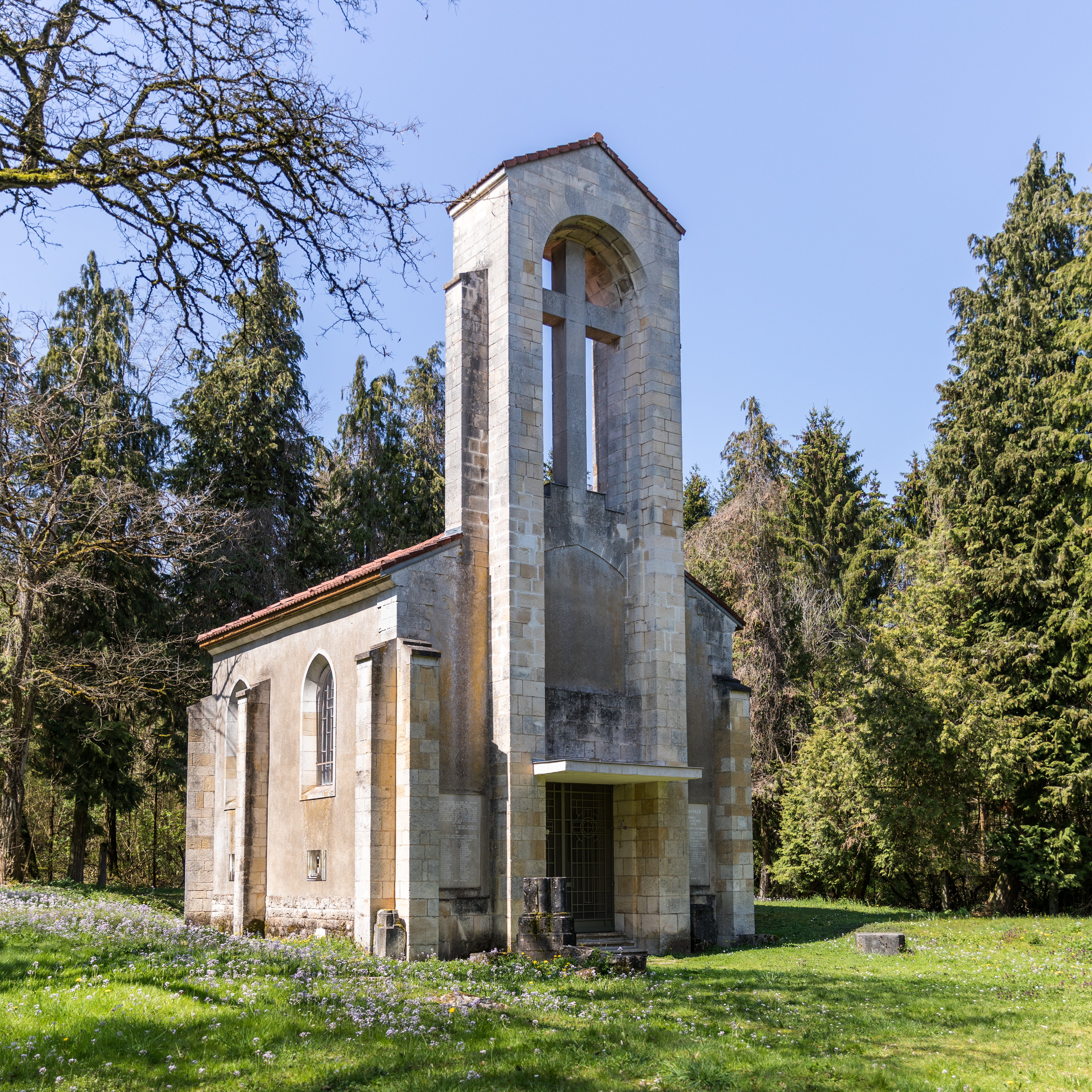
Kapelle Le Souvenir